# Aeroporto di Rechlin-Lärz
L'aeroporto di Rechlin-Lärz, o più correttamente campo d'aviazione di Rechlin-Lärz (in tedesco Flugplatz Rechlin-Lärz, più recentemente indicato come Müritz Airpark, è un piccolo aeroporto, indicato verkehrslandeplatz secondo le normative tedesche, situato tra i ai comuni di Lärz e Rechlin, nel Meclemburgo.
Già aeroporto militare, è attualmente utilizzato come aeroporto civile; dotato di pista con superficie in calcestruzzo di 2 380 m × 50 m e orientamento 07/25, è approvato per accogliere aerodine fino alle 14 tonnellate di peso.